# Kuterevo
Kuterevo ist eine Ortschaft in der Gespanschaft Lika-Senj in Kroatien. Die Ortschaft gehört zur Stadt Otočac und liegt 14 km südwestlich des Hauptortes.

## Geschichte
Der Ort Kuterevo wurde 1219 erstmals urkundlich erwähnt. Im 16. Jahrhundert wanderten die meisten Einwohner im Zuge der osmanischen Bedrohung aus. Er wurde 1690 wiederbesiedelt, hauptsächlich durch Siedler aus dem nördlich liegenden Gorski Kotar, Kranj und auch durch Rückkehrer, was sich auch noch heute im Dialekt des Ortes widerspiegelt.

## Demographie
Laut der Volkszählung 2001 hat der Ort 634 Einwohner in 130 Haushalten. Es überwiegt der römisch-katholische, kroatische Bevölkerungsanteil.

## Tourismus
Der Ort ist bekannt für sein Holzhandwerk, nach diesem Ort ist auch eine spezifische Tamburitza benannt. Die Kuterevka (Dangubica, Lička tamburica). Aber auch das Fass- und Stuhlhandwerk ist hier von Bedeutung.
Als weiteres befindet sich dort das Bärenrefugium von Kuterevo (kroat. Utočište za medvjediće u Kuterevu).

## Sehenswürdigkeiten
Die Kirche Mutter Gottes von Karmel in Kuterevo wurde 1707 erbaut.